# Lesovo
Lesovo (bulgariska: Лесово) är ett distrikt i Bulgarien.   Det ligger i kommunen Obsjtina Elchovo och regionen Jambol, i den sydöstra delen av landet, 280 km öster om huvudstaden Sofia.
Trakten runt Lesovo består till största delen av jordbruksmark. Runt Lesovo är det ganska tätbefolkat, med 62 invånare per kvadratkilometer.